# Ryszard Pikulski
Ryszard Pikulski (ur. 13 marca 1927 w Rembertowie (obecnie Warszawa), zm. 6 października 1995 w Warszawie) – polski aktor teatralny, filmowy i radiowy.

## Życiorys
Naukę sztuki aktorskiej rozpoczął w Łodzi, gdzie pierwszą siedzibę miała warszawska Państwowa Wyższa Szkoła Teatralna. Jeszcze jako student brał udział w przedstawieniach na scenie łódzkiego Teatru Wojska Polskiego (1946–1947). Dyplom uzyskał w 1951 roku w Warszawie, będąc już aktorem Teatrów Dramatycznych w Szczecinie oraz stołecznego Teatru Polskiego (1950–1951). Kolejne lata spędził w Warszawie, będąc członkiem zespołów: Teatru Ateneum (1951-1952), Teatru Polskiego (1952–1954), Teatr Nowej Warszawy (Młodej Warszawy, Klasyczny, Rozmaitości) (1954–1961). W 1962 roku związał się z Teatrem Syrena, gdzie pracował aż do przejścia na emeryturę z powodów zdrowotnych w 1990 roku. 

Wystąpił w dziewięciu spektaklach Teatru Telewizji (1968–1982) oraz w trzydziestu pięciu audycjach Teatru Polskiego Radia (1949–1970). Zajmował się również dubbingiem filmowym (1957–1971).
W 1979 roku otrzymał Złotą Odznakę honorową „Za Zasługi dla Warszawy”, natomiast w 1994 roku uhonorowano go nagrodą "Sylwester '94", ufundowaną przez dyrekcję Teatru Syrena dla aktorów, niemogących już pracować w zawodzie.
Został pochowany na cmentarzu parafialnym parafii Św. Rocha w Jazgarzewie.

## Filmografia
- Załoga (1951) – Zbigniew, uczeń Państwowej Szkoły Morskiej
- Na przełaj (1971)